# Maštaľná jaskyňa
Maštaľná jaskyňa (też: Kamenná maštaľ, węg. Istálókó barlang) – jaskinia na terenie Krasu Słowacko-Węgierskiego w południowo-wschodniej Słowacji, w kraju koszyckim.

## Położenie
Jaskinia znajduje się w granicach katastralnych wsi Brzotín w powiecie Rożniawa. Leży na wschodnim skraju Płaskowyżu Pleszywskiego, niespełna 300 m na północ od zakosu żółtego szlaku, wyprowadzającego na płaskowyż ze Slavca.

## Charakterystyka
Jaskinia ma formę wielkiej wnęki w skale, do której prowadzi usytuowany pod masywnym okapem portal wejściowy o wysokości do 8 m i szeroki na ok. 20 m. Portal jaskini, usytuowany na wysokości 594 m n.p.m., otwarty jest ku wschodowi. Wielka komora jaskini ma głębokość ok. 25 m i osiąga wysokość do 23 m. Jest jaskinią korozyjno-kriogenną, utworzoną głównie na skutek działania mrozu.

## Nazwa
W języku słowackim słowo maštaľ oznacza stajnię lub oborę, zaś maštaľný – to stajenny. Maštaľná jaskyňa to Jaskinia Stodolna. Nazwa poszła stąd, że w letnie dni zwierzyna płowa, zamieszkująca płaskowyż, głównie jelenie, chroniły się w jej chłodnym wnętrzu przed upałem. Prawdopodobne jest również, że w przeszłości zaganiano do niej w razie potrzeby wypasane na płaskowyżu bydło.

## Paleontologia, archeologia
W jaskini znaleziono kopalne szczątki zwierząt, głównie drobnych ssaków z rodzin szczekuszkowatych (Ochotonidae sp.) i chomikowatych (Cricetidae sp., m.in. Microtus gregalis), datowane na szeroki okres od końca plejstocenu do środkowego holocenu.
Jest ona jak dotąd jedyną znaną jaskinią na Płaskowyżu Pleszywskim z zarejestrowanymi znaleziskami archeologicznymi. Odwiedzana była przez człowieka już w młodszej epoce kamiennej. Była zasiedlona przez ludzi w późnej epoce brązu (znaleziono w niej artefakty, liczące ok. 3000 lat, zaliczane do kultury kyjatyckiej), a następnie w starszej epoce żelaza.

## Turystyka
Jaskinia nie jest udostępniona do zwiedzania.